# Peter Strausfeld
Peter Strausfeld (auch Straußfeld; * 14. September 1910 in Köln-Nippes; † 9. Juli 1980 in Brighton) war ein in der Zeit des Nationalsozialismus nach England emigrierter deutscher Grafiker.

## Leben und Werk
Strausfeld war das erste Kind eines Polizeimeisters. Er besuchte in Nippes die Grundschule und das heutige Leonardo-da-Vinci-Gymnasium.
Von 1924 bis 1931 studierte er bei Richard Seewald an den Kölner Werkschulen und wurde 1930 dessen Meisterschüler. Zu seinen Mitschülern gehörten u. a. Fritz Kronenberg, Kurt Wegner, Wolfgang Schulte und Rudi Rhein (1897–1970), mit dem er eng befreundet war und bei dem er nach Studienende eine Zeitlang wohnte. Danach ließ er sich in Köln als freiberuflicher Künstler nieder. In den späten 1920er und den 1930er Jahren schuf er vor allem expressionistische Holz- und Linolschnitte. Ab 1932 arbeitete er im neu entstandenen ersten städtischen Künstler-Atelierhaus in der ehemaligen Artilleriekaserne in der Bonner Straße 500. 1934 gehörte er zu den ersten Mitgliedern der als „Werkgemeinschaft rheinischer Graphiker“ gegründeten Woensam-Presse und am 7. Mai 1937, u. a. mit Fritz Schaefler, zu den Gründern der Kölner Geselligen-Vereinigung „Die Scheune“ e. V.
1935 lernte Strausfeld die englische Kunstgewerblerin Peggy Pendrey kennen. Er lebte einige Jahre mit ihr zusammen und heiratete sie 1938 in Brighton. Danach gingen sie zurück nach Deutschland. Politisch verhielt Strausfeld sich wohl neutral, jedoch beinhalten die von ihm 1935 am Dominikanerkloster St. Albert Walberberg geschaffenen vierzehn Kreuzwegstationen deutliche Anspielungen gegen den Nazismus. Die Kreuzwegstationen kamen nach der Aufhebung des Klosters in das Dominikanerkloster in Mainz.
Zumindest bis 1937 war er Mitglied der Reichskammer der bildenden Künste. Aber den Nazis galten seine expressionistischen Arbeiten als „entartet“, und 1937 wurden in der Nazi-Aktion „Entartete Kunst“ vier seiner Grafiken aus der Deutschen Graphikschau in Görlitz beschlagnahmt und vernichtet. Ab 1939 veröffentlichte er regelmäßig unpolitische Karikaturen in der Kölnischen Zeitung/Stadtanzeiger.
Kurt vor Beginn des Zweiten Weltkriegs emigrierte Strausfeld nach England, wo er nach Brighton ging. Von 1939 bis 1940 war er als Enemy Alien im Sammellager „Racecouerse“ und von 1940 bis 1941 auf der Isle of Man interniert. Dort schuf er für die Lagerzeitung antinazistische Karikaturen. Im Internierungslager Onchan lernte er den österreichischen Filmproduzenten George Hoellering kennen. Von 1941 bis 1942 diente Strausfeld als Arbeitssoldat im Pioneer Corps, und ab 1942 arbeitete er mit Hoellering für das britische Informationsministerium.
Als Hoellering 1947 das Academy Cinema in London gegründete, macht er Strausfeld zu dessen Plakatgestalter. Diesen Posten füllt Strausfeld bis zu seinem Ableben aus. Das Academy Cinema war das wichtigste unabhängige Kino des Landes. Strausfelds Filmplakate waren als Original-Linolschnitte mit einer Auflage von jeweils 150 Exemplaren in London in über 300 U-Bahn-Stationen zu sehen. Für die Plakate schuf Strausfeld jeweils einen Linolschnitt mit einer Szene des Films und setzte ihn zumeist auf einen kräftigen einfarbigen Hintergrund. 1950/1951 arbeitete Strausfeld als Art-Director bei Hoellerings Verfilmung von The Murder in the Cathedral, wofür er 1951 bei den Filmfestspielen von Venedig den Preis für die beste künstlerische Leistung erhielt.
Strausfeld arbeitete auch als Illustrator für den Londoner Buchverlag Folio Society. Von 1952 bis 1955 lehrte er an der Heatherly`s Art School in London und von 1957 bis 1980 am Brighton College of Art und am Brighton Polytechnic am Department of Graphics.

## Rezeption
„Peter Strausfeld spielte eine wichtige Rolle in der britischen Nachkriegsfilmkultur, da er wahrscheinlich nicht nur der letzte, sondern auch der produktivste ,traditionelle‘ Kinoplakatdesigner war.“

## Werke

### 1937 in Deutschland als „entartet“ aus der Deutschen Graphikschau beschlagnahmte und zerstörte Grafiken
- Bei der Feldarbeit (Holzschnitt, 23,5 × 31 cm)[5]
- Im Stall zu Bethlehem (Holzschnitt, 24,5 × 36,2 cm)[6]
- Fünfte Station
- Von uns – für uns

### Architekturbezogene Werke (Auswahl)
- Christus und der Hl. Dominikus (großformatiges Mosaikbild in der Kirche des Dominikanerklosters St. Albert Walberberg, 1934)
- Der Eisgang von Mühlheim (Wandgemälde in der Volksschule Köln-Mülheim, 1937)
- Kreuzwegzyklus (gebrannte Kacheln; Kirche St. Engelbert, Essen, 1958)

### Buchillustrationen (unvollständig)
- Franz Anders: Die Pagen des Königs. Geschichtliche Erzählung aus dem letzten Kreuzzug. J.P. Bachem, Köln, 1929

## Ausstellungen (unvollständig)
- 1930: Köln, Kölnischer Kunstverein (Gruppenausstellung „Kölner Künstler“)
- 1937: Berlin, Haus der Kunst („Graphik und Kleinplastik“)
- 1978; Brighton, Brighton Polytechnic (Einzelausstellung, Plakate)

### Postume Ausstellungen
- 1987: Köln, Stadtmuseum (Peter Strausfeld. Ein Kölner Künstler in der Emigration)
- 1996: Wanderausstellung durch Großbritannien anlässlich des hundertjährigen Bestehens des Kinos (Plakate Strausfeld)